# Iris (mythologie)
Pour les articles homonymes, voir Iris.

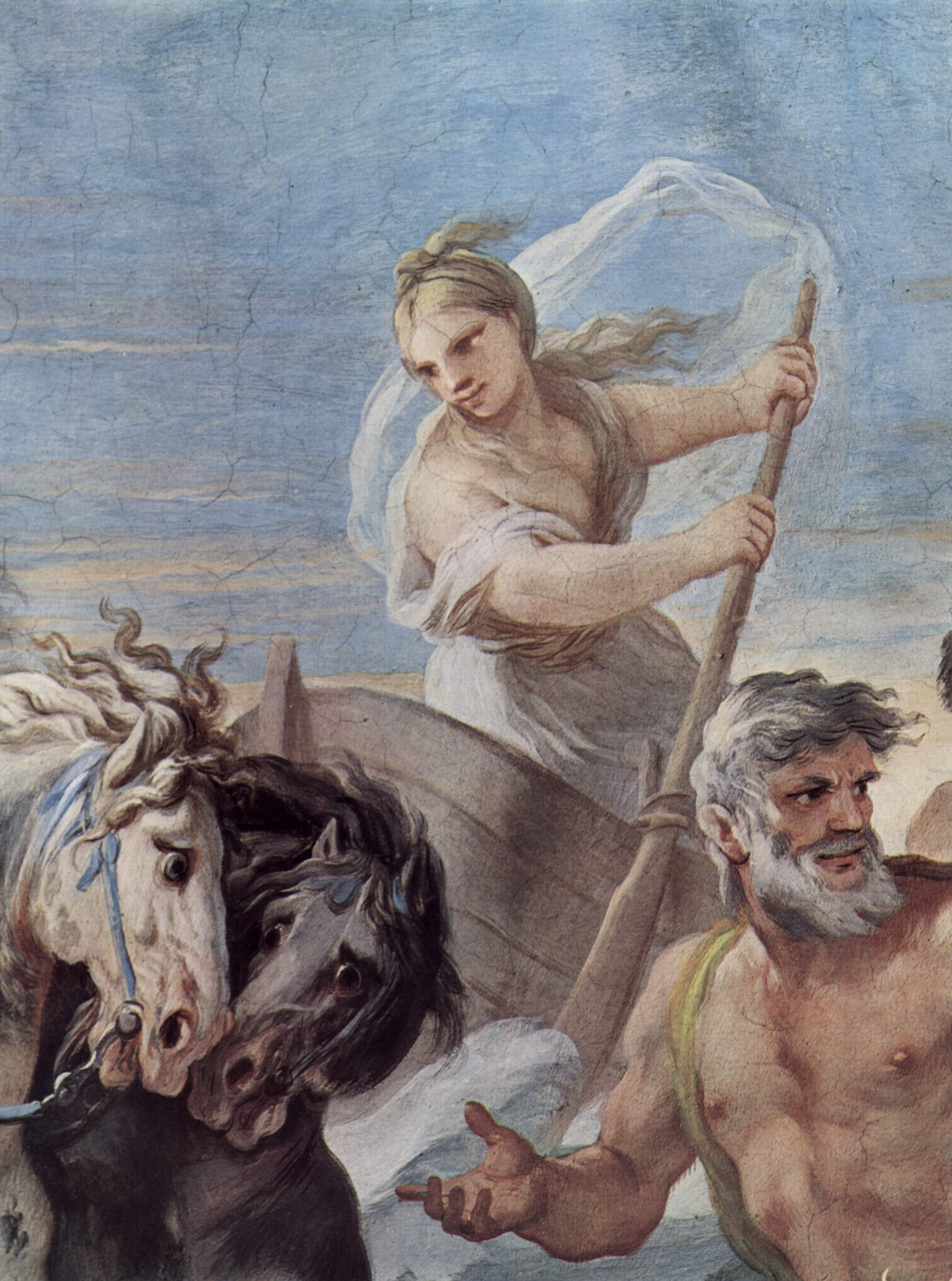
Iris, fresque florentine du palais Medici-Riccardi de Luca Giordano (1684-1686).

Dans la mythologie grecque, Iris (en grec ancien Ἶρις / Îris), fille de Thaumas et de l'Océanide Électre, donc la sœur des Harpies et d'Arcé, est la messagère des dieux, principalement d'Héra, comme Hermès est le messager de Zeus.
Dans l’Iliade d'Homère, elle est « la messagère de tous les dieux éternels ». Toujours assise auprès du trône d'Héra, elle est prête à exécuter ses ordres et s'applique à répondre aux désirs de sa maîtresse. Lorsque Héra revient des Enfers dans l'Olympe, Iris la purifie avec des parfums. Son équivalent latin est Arcus.
On la représente sous la figure d'une gracieuse jeune fille, aux ailes brillantes de toutes les couleurs réunies. Les poètes prétendaient que l'arc-en-ciel était la trace du pied d'Iris descendant rapidement de l'Olympe vers la terre pour porter un message : c'est pourquoi, on la représente le plus souvent avec un arc-en-ciel. C'est la déesse de l'arc-en-ciel, symbolisant ce pont entre la terre et le ciel, entre les hommes et les dieux. De façon imagée, Iris emprunte ce pont sous la forme d'une jeune fille ailée, tenant dans sa main le bâton du héraut.
Dans des poèmes tardifs, Iris est l'épouse de Zéphyr et mère de Pothos.
Le terme connexe d'irisation et l'adjectif irisé proviennent du nom d'Iris, ainsi que le nom de la fleur (en raison de ses couleurs).

## Dans les arts

### Littérature
Dans l'Iliade, Homère utilise les épithètes homériques :
- χρυσόπτερος (« aux ailes d'or »)[4],[5],
- (« aux pieds aériens »)[2],[6],[7],
- πόδας ὠκέα (« aux pieds légers »)[8],
- (« aux pieds prompts »)[4],[5],
- (« aux pieds rapides »)[9],[4],[5],
- (« aux pieds tourbillonnants »)[7].

Dans la Théogonie d’Hésiode, elle est mentionnée trois fois.
Le poète Alcée de Mytilène en fait l'épouse du Vent Zéphyr et la mère d'Éros, le dieu de l'Amour.
Dans Les Oiseaux d'Aristophane, elle est la messagère égarée des dieux à Coucou-Ville-les Nuées.

### Musique
- 1680-85 : Le dialogue des grâces sur Iris, La belle Iris, deux allemandes du second livre de Pièces de Luth, de Charles Mouton
- 1706 : Le Triomphe d'Iris, pastorale de Louis-Nicolas Clérambault
- 2001 : Iris dévoilée, suite en neuf mouvements de Qigang Chen
- 1998 :  Iris, chanson du groupe The Goo Goo Dolls.
- 2022 : Irris, groupe de k-pop féminin nommé d'après la déesse Iris[réf. nécessaire][10].

### Peinture
- 1781 : La Mort de Didon, huile sur toile de Johann Heinrich Füssli.

### Sculpture

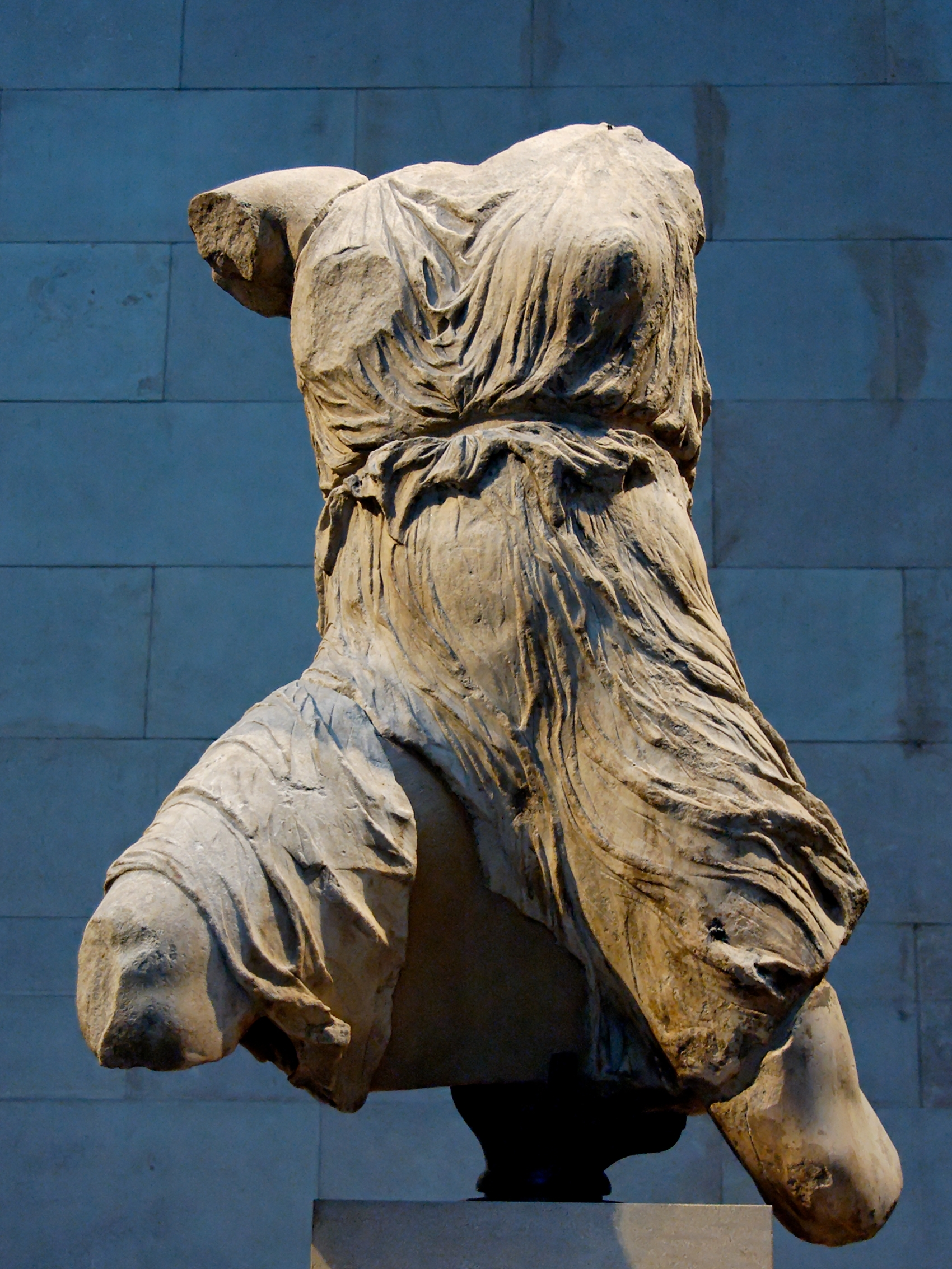
Torse d'Iris, fronton Ouest du Parthénon, daté de 438-432 av. J.-C., conservé au British Museum.
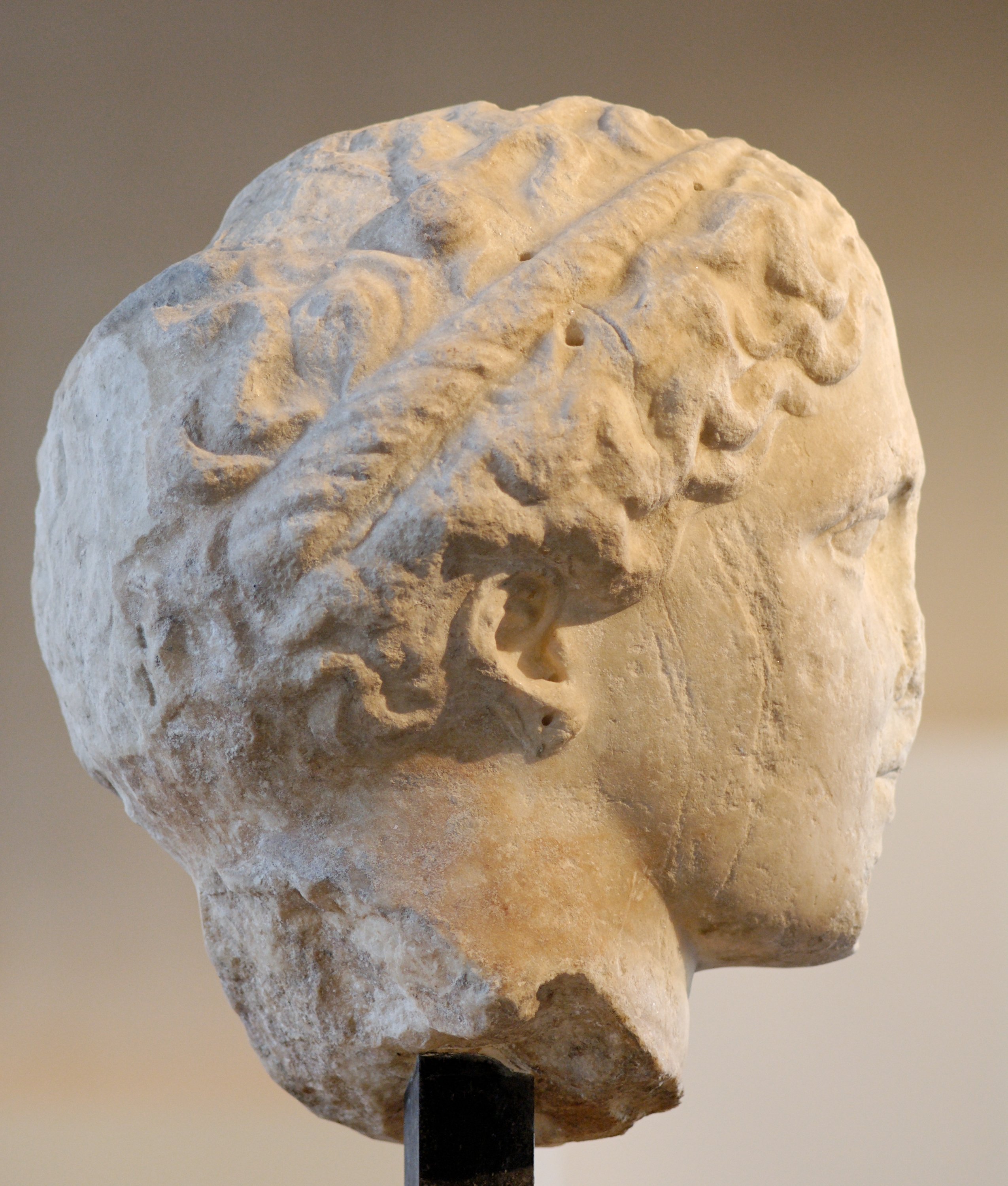
Tête de la statue d'Iris, fronton Ouest du Parthénon, dite « Tête Laborde », conservée au Musée du Louvre.